# Ficus krukovii
Ficus krukovii là một loài thực vật thuộc họ Moraceae. Loài này có ở Bolivia, Brasil, và Venezuela.